# Acronicta fragiloides
Acronicta fragiloides là một loài bướm đêm trong họ Noctuidae.